# Grbeši
Grbeši (cyr. Грбеши) – wieś w Bośni i Hercegowinie, w Republice Serbskiej, w mieście Trebinje. W 2013 roku liczyła 10 mieszkańców.